# Man Up (film)
Pour l’article homonyme, voir Man Up.
Pour plus de détails, voir Fiche technique et Distribution.
Man Up est une comédie franco-britannique réalisée par Ben Palmer, sortie en 2015 aux États-Unis.

## Synopsis
Nancy, une jeune femme de 34 ans prend par erreur la place d'une autre fille dans un rendez-vous arrangé avec Jack, 40 ans récemment divorcé. 

## Fiche technique
- Titre original : Man Up
- Titre français : Man Up
- Réalisation : Ben Palmer
- Scénario : Tess Morris
- Direction artistique : Andrea Matheson
- Décors :
- Costumes : Hannah Walter
- Montage :
- Photographie :
- Production : James Biddle, Nira Park, Rachel Prior
- Sociétés de production : Anton Capital Entertainment, BBC Films, Big Talk Productions
- Sociétés de distribution : Studiocanal UK
- Budget :
- Pays d'origine :  Royaume-Uni,  France
- Langue originale : anglais
- Format : couleur
- Genre : comédie
- Durée : 88 minutes
- Dates de sortie :
  - Tribeca Film Festival : 19 avril 2015
  - Royaume-Uni : 29 mai 2015
  - États-Unis : 13 novembre 2015

## Distribution
- Simon Pegg : Jack
- Lake Bell : Nancy Patterson
- Sharon Horgan : Elaine
- Rory Kinnear : Sean
- Ken Stott : Bert
- Harriet Walter : Fran
- Ophelia Lovibond : Jessica
- Olivia Williams : Hilary
- Stephen Campbell Moore : Ed
- Henry Lloyd-Hughes : Daniel
- Dean-Charles Chapman (VF : Julien Bouanich) : Harry
- John Bradley-West : Andrew

## Production
Le tournage a commencé à Londres le 20 janvier 2014.